# سیارک ۲۶۴۷۸
سیارک ۲۶۴۷۸ (به انگلیسی: 26478 Cristianrosu، نامگذاری:2000AM197)۲۶۴۷۸مین سیارک کشف شده‌است که در ۰۸ ژانویه ۲۰۰۰ کشف شد.